# Rita Leon

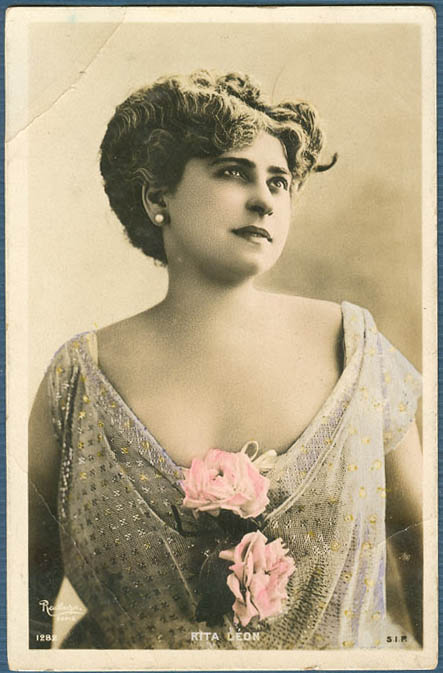
Fotografie von Leopold Emil Reutlinger

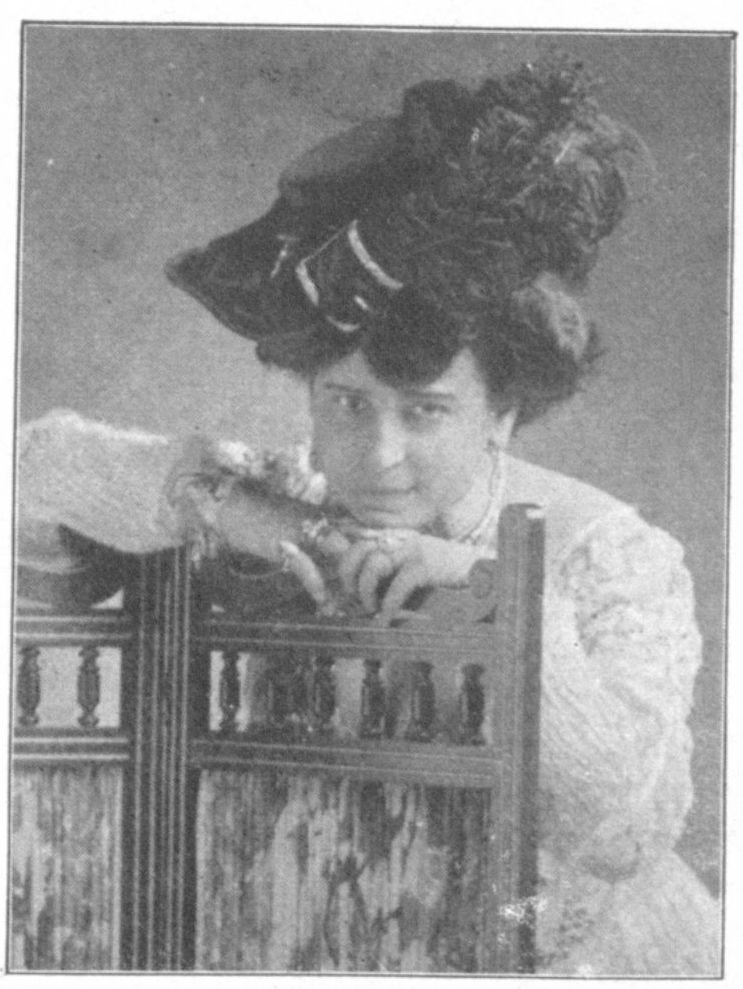
Rita Leon

Margarete Maria von Radowitz, bekannt als Rita Leon (* 3. Januar 1874 in Berlin als Margarete Maria Leon; † 28. August 1909 bei Amberg) war eine deutsche Schauspielerin.

## Leben
Rita Leon entstammte einer angesehenen Bürgerfamilie. Sie wurde 1874 als Kind von Edmund Leon und Rosalia, geb. Dobriner, in Berlin geboren und in die jüdische Gemeinde aufgenommen. Ihr Onkel Max Leon, ein preußischer Generalkonsul, war Mitinhaber der Posamentierfabrikant „Bacher und Leon“. Ihre Schauspielausbildung erhielt sie bei Ottilie Genée in Berlin. Die Bühnenkarriere begann um 1892 am Wallnertheater, danach 1893 war sie in Hamburg verpflichtet, danach im Lobe-Theater in Breslau. Seit Herbst 1894 war sie beim von Sigmund Lautenburg geführten Residenztheater in Berlin engagiert. Im Sommer 1896 spielte sie im Sommer-Theater in Bad Ischl die Schlager-Mizzi in der Liebelei. Ab Herbst 1896 trat sie am Theater in der Josefstadt in Wien auf. 1898 wechselte sie neuerlich ins Ensemble des Residenztheaters in Berlin. Als Hauptdarstellerin in einer Reihe französischer Schwänke war sie sehr erfolgreich. Den größten Erfolg erzielte sie in dem Stück Die Dame von Maxim von Georges Feydeau. Um 1903 kehrte sie der Bühne den Rücken. 
Um diese Zeit machte sie vor allem in den Society-Seiten der Zeitungen von sich reden. Sie hatte eine vielbeachtete Affäre mit dem Unternehmer Alphons Röll, der sein Millionenerbe mit ihr durchbrachte und nach einer Reihe von Unterschlagungen aus Berlin fliehen musste. Danach machte Leon die Bekanntschaft des zehn Jahre jüngeren Juristen Clemens Maria von Radowitz (geb. 22. September 1882 in Altona), eines Neffen des ehemaligen deutschen Botschafters in Madrid und Enkels des Frankfurter Bankiers Jakob Gerson. Trotz des Widerstandes seiner Familie kam es zuerst 1905 zur in Dover geschlossenen Zivilehe in England, danach zur kirchlichen Trauung am 4. April 1905 in der Berliner Jesuitenkirche. Das Paar hatte seinen Wohnsitz in 43, Avenue Hoche in Paris.

## Unfalltod
Im Sommer 1909 reiste das Ehepaar in Begleitung eines Dieners mit einem Auto zur Kur nach Marienbad. Auf der Rückreise kam es auf der Strecke zwischen Hahnbach und Sulzbach (auf der Höhe von Luppersricht) zu einem Unfall. Bei einer Bergauffahrt versagte die Lenkung, sodass der Wagen mit einem Baum kollidierte. Rita Leon wurde aus dem Wagen geschleudert und starb an den tödlichen Schädelverletzungen, die sie dabei erlitt. Die drei männlichen Insassen (Radowitz, ein Diener und der Chauffeur) überlebten.

## Nachruhm
Im Roman Der Tenor (1934) von Liesbet Dill tritt Rita Leon als Hauptfigur auf.
Anlässlich der Verhaftung des Witwers Clemens Radowitz wegen Spionage 1935 in Paris wurden ihr Unfalltod und die Skandale ihres Lebens noch einmal in der Presse behandelt.
Die Klasse 10 c der Städtischen Wirtschaftsschule Amberg verfasste zwischen 2016 und 2017 einen Roman über Rita Leon.